# BT-42
BT-42 bylo finské samohybné dělo používané za Pokračovací války. Bylo vyrobeno přestavěním z tanků typu BT-7 ukořistěných na Rudé armádě během Zimní a Pokračovací války. Původní otočná věž byla nahrazena novou, mnohem mohutnější, do níž byla zabudována 114mm houfnice britské výroby z roku 1918 (model 1908), která byla součástí zahraniční pomoci Finsku během Zimní války. Do věže se vstupovalo oválným poklopem v horní části, nebo dvojdílnými dveřmi umístěnými vzadu.

## Bojové nasazení
Přestavba proběhla v roce 1942 u celkem 18 strojů, z nichž byl postaven prapor útočných děl. Ten tvořil součást obrněné divize. Poprvé byl použit během bojů na řece Svir v roce 1943, kdy provedl nečekaný přepad a zničil některé cíle na ruské straně řeky. Při akci se potvrdilo, že jeho výzbroj není vhodná pro boj proti obrněncům (ruský těžký tank KV-1 údajně v této akci přežil 18 přímých zásahů na „nevelkou vzdálenost“ bez viditelného poškození), potvrdila se ale vysoká účinnost této zbraně v boji s živou silou protivníka.
V roce 1944 se prapor zúčastnil zoufalých obranných bojů obrněné divize proti přesile ruských tanků na Karelské šíji. Konce války se dožilo pouze 10 strojů (na finské straně, minimálně jeden ukořistila v relativně dobrém stavu Rudá armáda). Finové ze svých 10 zbylých strojů 9 sešrotovali a jeden umístil v Muzeu finských obrněných sil v Parole.

## Fotogalerie

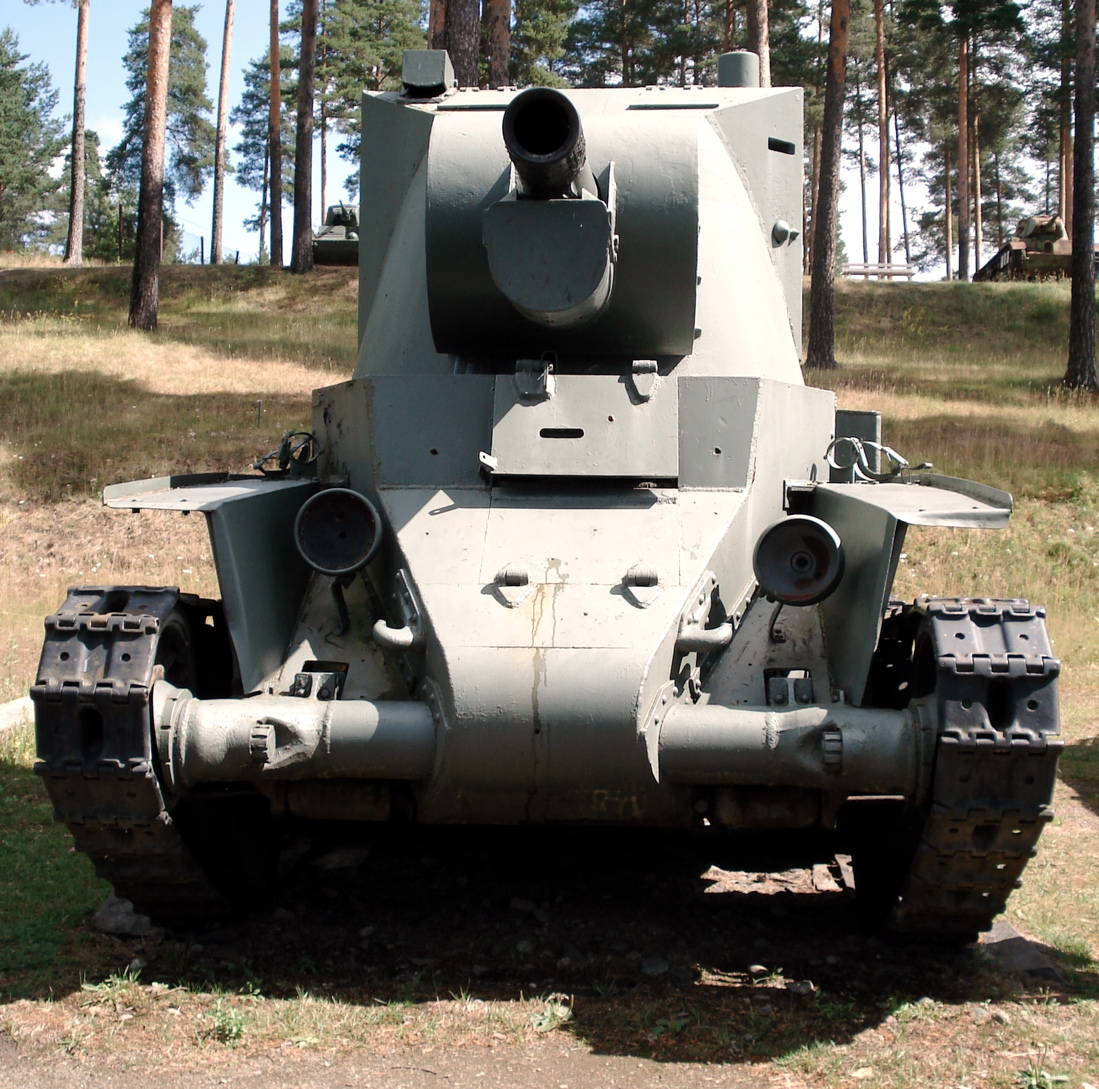
Čelní pohled na BT-42
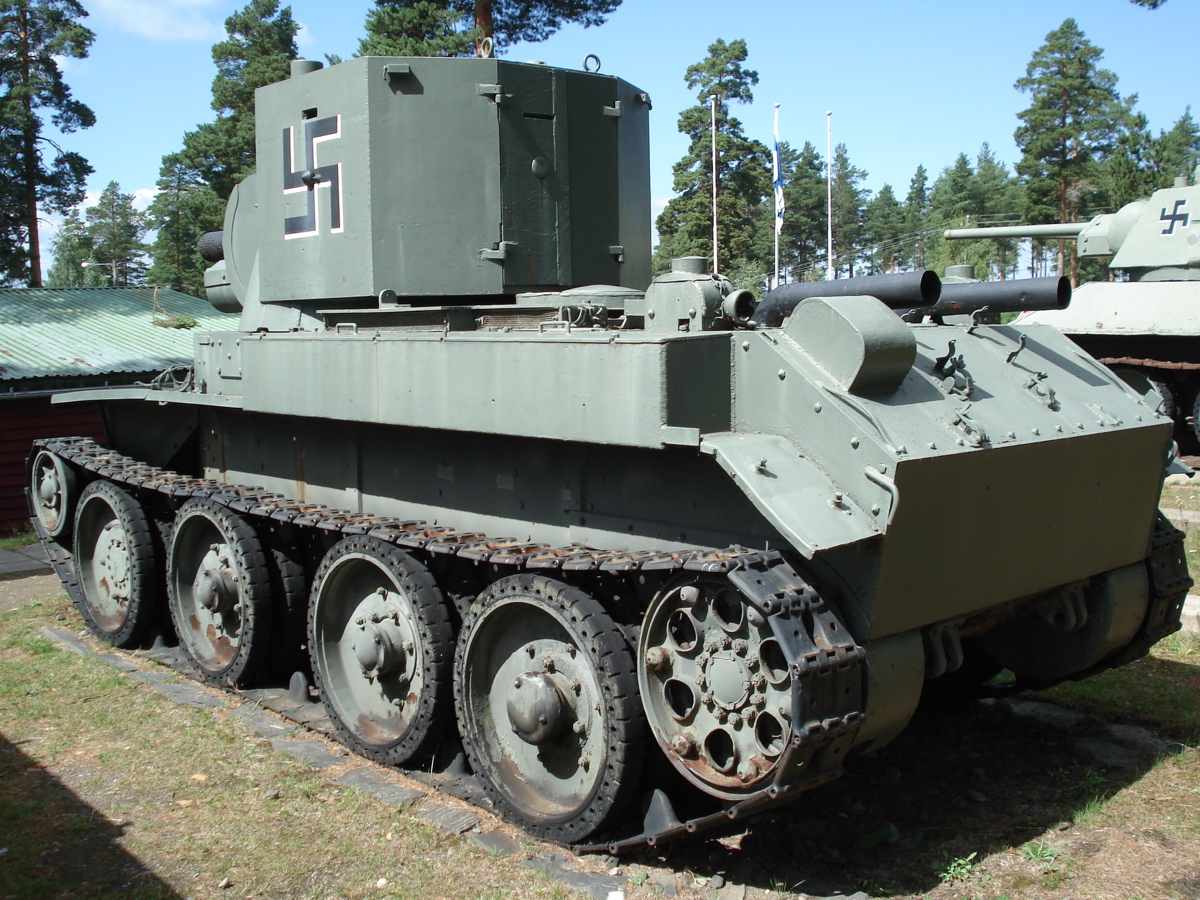
Boční pohled na BT-42